# Juana de los Ángeles
Jeanne de Belcier (Cozes, 2 de febrero de 1602-Loudun, 29 de enero de 1665), posteriormente conocida como Juana de los Ángeles (en francés: Jeanne des Anges), fue una monja ursulina en Loudun, Francia. Se convirtió en abadesa del convento en su juventud, pero es principalmente recordada como una figura central en el caso de las endemoniadas de Loudun de 1632, que desencadenaría, después de una caza de brujas, la muerte en la hoguera del sacerdote Urbain Grandier dos años más tarde.

## Primeros años
Jeanne de Belcier nació en Cozes en 1602. Fue hija de Louis de Belcier, barón de Cozes, y de Charlotte de Goumard. Un accidente en su niñez la dejó minusválida permanentemente, y pasó a estar bajo el cuidado de una tía en la abadía benedictina de Sainte-Marie-des-Dames. Como la vida en la abadía le resultaba demasiado dura, Jeanne regresó a casa tras la muerte de su tía. En 1622, entró al convento de las ursulinas de Poitiers. Tomaría los hábitos de monja un año más tarde, adoptando el nombre religioso de Juana de los Ángeles. En 1627, fue transferida al nuevo convento ursulino en Loudun, y pronto después se convertiría en abadesa de este lugar, quizás debido al estatus social de su familia.

## Loudun
El padre Urbain Grandier era el sacerdote de Saint-Pierre du Marché en Loudun, por aquel tiempo. Era un hombre importante, con amigos en el poder, pero anteriormente había estado implicado en escándalos sexuales. Juana estaba sexualmente obsesionada con él, escribiendo en su autobiografía: "Cuando no le veía, ardía de amor por él, y cuando se presentaba ante mí… carecía de la fe para combatir los pensamientos impuros y movimientos que  sentía".
Inconsciente que la hermana Juana se había obsesionado con él, Grandier rechazó una invitación de su parte para convertirse en el director espiritual del convento después de su director espiritual anterior, el padre Moussault, hubiera fallecido. Entonces en 1632, Juana declaró que la imagen espectral de Grandier se le había aparecido, que la había seducido y tomado de ella "aquello que había jurado guardar para su marido celestial Jesucristo". Por estas mismas fechas, otras monjas empezaron a quejarse de ser despertadas por la noche y de ver hombres fantasmales, incluyendo Moussault y Grandier, deambulando por el convento.
Sometidas a un exorcismo, las monjas acusaron a Grandier de haberlas poseído. Con el tiempo, más de dos docenas monjas fueron declaradas "encantadas, obsesionadas, o poseídas", pero ninguna tanto como Juana de los Ángeles, quien se dice que tenía siete demonios atormentándola. Los exorcismos se llevaron a cabo en el convento y en la ciudad, continuando por varios años con Juana teniendo un papel importante en ellos. Grandier fue arrestado e interrogado antes de ser llevado a juicio por una corte eclesiástica, la cual le sobreseyó. Sin embargo, Grandier se había ganado un poderoso enemigo, y el cardenal Richelieu, primer ministro de Francia, se interesó en el asunto. Ordenó que un nuevo juicio por brujería fuera llevado a cabo por su enviado especial. A pesar de que Juana y las monjas retiraron su denuncia, Grandier fue condenado, torturado y sentenciado a morir en la hoguera.

## En los medios
En una ocasión, Juana manifestó síntomas de un embarazo psicológico; esto y las posesiones demoníacas de Loudun han dado mucho que hablar a través de los años. Se dice que en 1635, Juana fue marcada por una cruz en su frente que sangró sin parar por tres semanas. Varios historiadores han llegado a la conclusión de que estas manifestaciones fueron un resultado de histeria en el caso de Juana, y de histeria colectiva en el caso de las otras monjas.
Juana de los Ángeles escribió un libro autobiográfico, y una película, dirigida por Jerzy Kawalerowicz titulada Mère Jeanne des Anges fue realizada en 1961, protagonizada por Lucyna Winnicka, Mieczyslaw Voit y Anna Ciepielewska.
La película de Ken Russell Los Demonios está también basada en los acontecimientos de Loudun, aunque más imprecisamente.